# 陳裕剛
陳裕剛（英語：CHEN Yu-Kang，1945年—2014年），作曲家、指揮家與教育家。出生於越南胡志明市，1962年後赴臺定居。重要作品有國樂合奏曲《鬧年鑼鼓賀新春》、《春暖大地》與琵琶協奏曲《將進酒》等。2014年11月26日晚間因急性腦中風猝逝。

## 生平
1945年出生於越南，祖籍為廣東省寶安縣人，祖父母因經商而由移居越南，自幼學習小號、軍鼓，中學開始學習竹笛與琵琶，奠定音樂演奏基礎，求學期間便展露出對音樂的天份。1962年赴臺灣求學，於隔年就讀國立臺灣大學電機學系，課餘之時，先後參與鐵路國樂社及臺大薰風國樂社，並與同儕自發性組成文華國樂社，擔任笛子與琵琶演奏。琵琶演奏師承林沛宇，師生二人經常同台演奏。

## 著作成就
1970年代臺灣國樂作品不多，幾乎以古曲為主。因此陳裕剛與其他國樂界先進，為使國樂活化，鼓勵演奏者自行創作樂曲，以增加國樂曲目，當時新創許多國樂合奏、齊奏、協奏、獨奏之作品。陳裕剛自1970至2014年之間，創作27首國樂作品，其作品《春暖大地》與笛獨奏曲《嬉春》成為各項音樂比賽中的指定曲。
陳裕剛於國立臺灣藝術大學與中國文化大學的中國音樂學系任教多年，並曾任國立臺灣藝術大學國樂系主任、表演藝術研究所所長與表演藝術學院院長，教授中國音樂史、中國音樂曲式。在學術研究方面，建立了國樂理論的深厚基礎，著有《中國古樂律的運算與解析》、《曾侯乙編鐘的律學運算與樂學探討》等專書。發表的期刊及研討會論文有：〈中國笛在五線譜上應做移調樂器（上）、（下）〉、〈How the Pipa became Chinese in Performing Skills〉、〈中國戲曲音樂〉、〈中國傳統音樂的教育〉、〈影響臺灣地區四十年來國樂器發展之因素〉、〈回顧樂團歷年來演出作品之本土性—以北部國樂團為例〉等。另有多篇樂評及短文在樂界廣為流傳，對推廣國樂與學術研究頗有貢獻。
陳裕剛逝世後由後人彙整其照片、箴言、簡介、長官序文、家屬憶文、學術回顧以及紀念文等六個面相，由國立臺灣藝術大學出版《臺灣國樂領航者—陳裕剛教授紀念文集》。

## 文化服務
陳裕剛經常到各地講學、樂器演奏、音樂會導聆、指揮樂團、參與學術會議和評審等活動，活耀於國樂圈，擔任各項音樂競賽評審等職務達數百場次，曾任國家文化藝術基金評審委員、國家音樂廳暨戲劇院音樂組評議委員等，並多次在國際音樂會議發表論文，先後榮獲教育部、中華國樂會（今中華民國國樂學會）、中華民國樂器學會、臺灣省音樂協進會及國立藝專之表揚獎勵。
曾任中華民國國樂學會理事長、中華民國樂器學會理事長、臺北市國樂作曲學會常務理事，並於各大樂團擔任指揮，例如國立臺灣藝術教育館中華國樂團、國立實驗國樂團（今臺灣國樂團）、省立臺中圖書館中興國樂團、中華電信國樂團等。

## 作品

### 音樂作品
陳裕剛的創作包含器樂獨奏、協奏曲、合奏曲等，代表作品如下：
- 1973年：琵琶協奏曲《將進酒》[7]
- 1977年：琵琶獨奏曲《寶島年年慶豐收》
- 1978年：彈撥樂合奏《京韻新聲》
- 1979年：琵琶獨奏曲《碧海丹心》
- 1981年：國樂合奏曲《春暖大地》
- 1988年：柳琴獨奏曲《青山綠水樂逍遙》
- 1989年：琵琶協奏曲《武嶺尋勝》
- 1991年：合奏曲《高山四景》、《竹塹憶懷》
- 1997年：國樂合奏曲《鬧年鑼鼓賀新春》（舞蹈配樂）

### 文字論著
代表作品如下：
- 1982年：《中國古樂律的運算與解析》
- 1985年：《我國古代調式與調號關係研究》
- 1995年：《曾侯乙編鐘的律學運算與樂學探討》